# アブー・ユースフ・ヤアクーブ
アブー・ユースフ・ヤアクーブ（アラビア語: أَبُو يُوسُف يَعقُوب بن عَبد الحَقّ、ラテン字転写例: abū yūsuf ya`qūb ben `abd al-ḥaqq、? - 1286年）は、モロッコを支配したマリーン朝の第6代君主（在位：1259年 - 1286年）。在位中の事績より「戦闘王」「建築王」「敬虔王」と称される。1276年に首都のフェズに新市街（フェズ・ル・バリ）を建築、新市街内に王宮や宗教施設を建設したことで知られる。

## 生涯
第4代君主・アブー・バクルの弟。モロッコに勢力を拡大し、1269年にはマラケシュを占領してムワッヒド朝を完全に滅ぼした。その後、首都をマラケシュからフェズに移した。
モロッコでの支配を確立した後1275年にカスティーリャ王アルフォンソ10世ジブラルタル海峡を横断してイベリア半島に軍を進め、ナスル朝の王ムハンマド2世よりタリファ、アルヘシラス、ジブラルタルを割譲される。同年9月7日にマリーン朝とナスル朝の連合軍はエシハでカスティーリャ王国の軍を撃破し、アルフォンソ10世の義兄弟であるトレド大司教サンチョを戦死させた。1282年、王子サンチョの反乱によって領土の半分を喪失したアルフォンソ10世はヤアクーブに助けを求めた時、
ヤアクーブは求めに応じて援軍を派遣する。ヤアクーブとアルフォンソ10世はコルドバでサンチョを包囲し、マドリードにまで攻撃をかける。
ヤアクーブは自ら軍を率いてイベリア半島のキリスト教国との戦いで勝利を収め、1283年にシエラ・モレーナ山脈北部を攻撃した。1285年に下アンダルシアを略奪し、ヘレスを包囲するが失敗に終わる。同年にカスティーリャ王国にイベリア半島のイスラム教国への不干渉とアラビア語の写本の返還を条件に課して、講和を締結した。
1286年に死去。跡を子のアブー・ヤアクーブ・ユースフが継いだ。